# Armand Lohikoski
Armand Lohikoski (3 de enero de 1912 – 20 de marzo de 2005) fue un director, guionista y actor cinematográfico finlandés, recordado principalmente como director de películas de la serie Pekka y Pätkä.

## Biografía
Su nombre completo era Armand Uolevi Lohikoski, y nació en Astoria, Oregón (Estados Unidos). En sus años de juventud participó en actividades del Ylioppilasteatteri de Helsinki, la Ylioppilaiden Raittiusyhdistys (Asociación de estudiantes de sobriedad), el coro Ylioppilaskunnan Laulajat, y la Suomi-Amerikka Yhdistysten Liitto (Liga de Sociedades Finlandés-Americanas).
Antes de convertirse en director de cine, siguió una carrera diversa en variadas áreas de la industria de los medios. Fue dibujante, director de departamento en Yleisradio, periodista, presentador de radio, editor de periódicos, director de publicidad de Fennada-Filmi, director de Metro-Goldwyn-Mayer en Helsinki, y director de cortometrajes en Suomen Filmiteollisuus. 
Concibió y lanzó en la cadena Yleisradio el popular programa Herra X, cuya primera emisión tuvo lugar el 11 de diciembre de 1941. Como primer concurso radiofónico de Finlandia, Herra X fue un nuevo tipo de entretenimiento que posteriormente se difundió a la televisión.
A lo largo de su carrera Armand Lohikoski dirigió para Suomen Filmiteollisuus un total de 18 largometrajes, además de varios cortometrajes y comerciales publicitarios. Rodó su primer largometraje en 1953, Me tulemme taas, con guion de Reino Helismaa y actuaciones de Anneli Sauli y de la tercera esposa del director, Tuija Halonen. Posteriormente rodó varias cintas de la serie Pekka Puupää así como siete otras producciones.
Lohikoski escribió un interesante relato de viajes en 1946, Dollari on lujassa, con motivo de su visita a los Estados Unidos con el coro Ylioppilaskunnan Laulajat durante la Segunda Guerra Mundial. Además, en 1993 escribió una obra autobiográfica, Mies Puupää-filmien takaa, y en 2002 una colección de aforismos, Sattuvasti Sanottua. 
Lohikoski fue también fundador, junto a Lasse Saxelin, de una productora cionematográfica de corta trayectoria, Star Films Oy, con la cual importaron una docena de títulos rodados en otros países, principalmente Alemania Occidental.
Armand Lohikoski  falleció tras una corta enfermedad en el Hospital Laakso de Helsinki, Finlandia, el 20 de marzo de 2005, a los 93 años de edad. Se había casado tres veces, siendo sus esposas Maj Lis Parmanen, Annele Pilviö y la actriz Tuija Halonen, con la que contrajo nupcias en 1964.

## Filmografía (selección)

### Director
- 1953 : Me tulemme taas
- 1953 : Pekka Puupää kesälaitumilla
- 1954 : Hei, rillumarei!
- 1954 : Minä soitan sinulle illalla
- 1954 : Pekka ja Pätkä lumimiehen jäljillä
- 1955 : Kunnian kukko
- 1955 : Pekka ja Pätkä puistotäteinä
- 1955 : Kiinni on ja pysyy
- 1955 : Pekka ja Pätkä pahassa pulassa
- 1957 : Risti ja liekki
- 1957 : Pekka ja Pätkä ketjukolarissa
- 1957 : Pekka ja Pätkä salapoliiseina
- 1957 : Pekka ja Pätkä sammakkomiehinä
- 1958 : Kahden ladun poikki
- 1958 : Pekka ja Pätkä Suezilla
- 1958 : Pekka ja Pätkä miljonääreinä
- 1959 : Pekka ja Pätkä mestarimaalareina
- 1959 : Kohtalo tekee siirron
- 1962 : Taape tähtenä

### Guionista
- 1954 : Pekka ja Pätkä lumimiehen jäljillä
- 1957 : Pekka ja Pätkä ketjukolarissa
- 1957 : Pekka ja Pätkä salapoliiseina
- 1957 : Pekka ja Pätkä sammakkomiehinä
- 1958 : Pekka ja Pätkä Suezilla
- 1958 : Pekka ja Pätkä miljonääreinä
- 1959 : Pekka ja Pätkä mestarimaalareina
- 1959 : Kohtalo tekee siirron
- 1962 : Taape tähtenä

### Actor
- 1941 : Ryhmy ja Romppainen
- 1942 : Synnin puumerkki
- 1943 : Tyttö astuu elämään
- 1943 : Varjoja Kannaksella
- 1945 : Tähtireportterit tulevat
- 1954 : Pekka ja Pätkä lumimiehen jäljillä
- 1955 : Pekka ja Pätkä pahassa pulassa
- 1957 : Pekka ja Pätkä ketjukolarissa
- 1958 : Pekka ja Pätkä Suezilla